# Robert C. Stevens
Robert C. Stevens (* um 1895 in Delaware; † nach 1946) war ein US-amerikanischer Ingenieur bei 20th Century Fox Laboratory in den 1940er-Jahren. 1946 wurde er für seine Arbeit mit einem Technical Achievement Award ausgezeichnet.

## Leben
Im Jahr 1946 wurde Stevens zusammen mit Michael S. Leshing, Arthur B. Chatelain und Benjamin C. Robinson (alle von 20th Century Fox) sowie John G. Capstaff (von Eastman Kodak Company) mit einem Technical Achievement Award für die Entwicklung einer Maschine zur Filmentwicklung für 20th Century Fox („for the 20th Century Fox film processing machine“) ausgezeichnet.

## Auszeichnung
- 1946: Technical Achievement Award, Klasse III